# Monte Giberto
Monte Giberto település Olaszországban, Marche régióban, Fermo megyében. Lakosainak száma 723 fő (2023. január 1.). Monte Giberto Monte Vidon Combatte, Petritoli, Grottazzolina, Montottone és Ponzano di Fermo községekkel határos.

## Népesség
A település lakossága az elmúlt években az alábbi módon változott:
| Lakosok száma | 782  | 785  | 723  |
|               | 2017 | 2018 | 2023 |